# Хваловиці (Підкарпатське воєводство)
Хваловиці (пол. Chwałowice) — село в Польщі, у гміні Радомишль-над-Сяном Стальововольського повіту Підкарпатського воєводства.
Населення — 1106 осіб (2011).
У 1975—1998 роках село належало до Тарнобжезького воєводства.

## Демографія
Демографічна структура станом на 31 березня 2011 року:
|          | Загалом | Допрацездатний вік | Працездатний вік | Постпрацездатний вік |
| -------- | ------- | ------------------ | ---------------- | -------------------- |
| Чоловіки | 553     | 125                | 378              | 50                   |
| Жінки    | 553     | 120                | 329              | 104                  |
| Разом    | 1106    | 245                | 707              | 154                  |